# Odprto prvenstvo ZDA 2011
Odprto prvenstvo ZDA 2011 je teniški turnir za Grand Slam, ki je med 29. avgustom in 12. septembrom 2011 potekal v New Yorku.

## Moški posamično
Novak Đoković :  Rafael Nadal, 6–2, 6–4, 6–7(3–7), 6–1

## Ženske posamično
Samantha Stosur :  Serena Williams, 6–2, 6–3

## Moške dvojice
Jürgen Melzer /  Philipp Petzschner :  Mariusz Fyrstenberg /  Marcin Matkowski, 6–2, 6–2

## Ženske dvojice
Liezel Huber /  Lisa Raymond :  Vania King /  Jaroslava Švedova, 4–6, 7–6(7–5), 7–6(7–3)

## Mešane dvojice
Melanie Oudin /  Jack Sock :  Gisela Dulko /  Eduardo Schwank, 7–6(7–4), 4–6, [10–8]